# أدريان راسيل
أدريان راسيل (بالإنجليزية: Adrienne Russell) هي أكاديمية أمريكية، ولدت في 24 فبراير 1971 في سانتا مونيكا في الولايات المتحدة.